# جون كلارك (لاعب كرة قدم)
جون كلارك (بالإنجليزية: John Clark)‏ (22 سبتمبر 1964 بإدنبرة في المملكة المتحدة - ) هو مدرب كرة قدم ولاعب كرة قدم بريطاني في مركز قلب الدفاع. لعب مع دندي يونايتد ودونفرملين أثلتيك وستوك سيتي ونادي روس كاونتي ونادي فالكيرك وبيرويك راينجرز ونادي آير يونايتد.

## وصلات خارجية
- جون كلارك على موقع قاعدة بيانات كرة القدم.إي يو (الإنجليزية)
- جون كلارك على موقع Soccerbase.com (لاعب) (الإنجليزية)
- جون كلارك على موقع عالم كرة القدم.نت (الإنجليزية)